# Форстнер, Томас
Томас Форстнер (нем. Thomas Forstner, род. 3 декабря 1969 в Дойч-Ваграме, Австрия) — австрийский певец, дважды представлявший свою страну на конкурсе песни «Евровидение».

## Биография
Пик успеха исполнителя произошёл с ним в начале его карьеры, когда он, победив на национальном отборочном туре для Евровидения с песней «Nur ein Lied», получил возможность представить свою страну на конкурсе 1989 года. Выступление малоизвестного исполнителя было оценено 97 баллами, и конкурсант занял пятое место. Одноимённый сингл в течение нескольких недель возглавлял австрийский музыкальный чарт, популярность исполнителя значительно выросла. Не меньших успехов добились и последующие работы музыканта, а песня «Song of love» была включена в саундтрек к одному из фильмов.
В 1991 году Томас повторно представляет Австрию на Евровидении, на этот раз с песней «Venedig im Regen». Результат оказался неожиданно низким — последнее место среди 22 участников, причём без единого балла. После этого певец прекратил музыкальную деятельность, ненадолго вернувшись в начале 2000-х.
В настоящее время Томас работает разработчиком ПО. Был дважды женат, имеет дочь от первого брака.

## Дискография
- South African Children (1987)
- Vera (1988)
- Nur ein Lied (1989)
- Wenn Nachts die Sonne scheint (1989)
- Don’t Say Goodbye Tonight (1989)
- Song of Love (1989)
- Wenn der Himmel brennt (1990)
- V/A: 16 Megahits (1990)
- Venedig im Regen (1991)
- Miles Away (1992)
- Voll erwischt (1994)
- You’re in the army now (2001)
- Hello (2002)